# Domus Aurea (Antiochia)

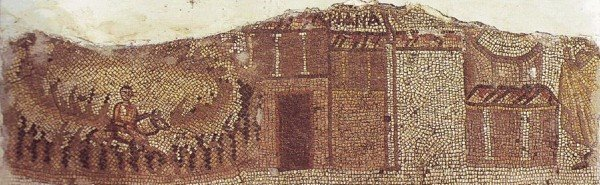
Eine mögliche Darstellung der Kirche von Antiochia (rechts) neben dem Kaiserpalast, am Rande des in Jagdmosaiks aus dem fünften Jahrhundert, gefunden in Daphne, nahe Antiochia

Domus Aurea („Goldenes Haus“) oder die Große Kirche in Antiochia am Orontes war die Kathedrale, in der der Patriarch von Antiochia predigte. Sie war eine der Kirchen, deren Bau unter der Herrschaft Konstantins des Großen begonnen wurde. Es wird vermutet, dass sie auf einer Insel lag, auf der sich in der seleukidischen Periode Antiochias ein hellenistischer Palast befand. Die Kirche wurde zur Streitfrage zwischen den Christen und Julian Apostata, der sie als Antwort auf das Verbrennen eines antiken Apollon-Tempels im nahen Daphne schließen ließ. Zwischen 526 und 587 wurde die Kirche von einer Reihe von Erdbeben, Feuern und persischen Angriffen heimgesucht und schließlich nach einem weiteren Erdbeben im Jahr 588 nicht wieder aufgebaut.

## Erbauung

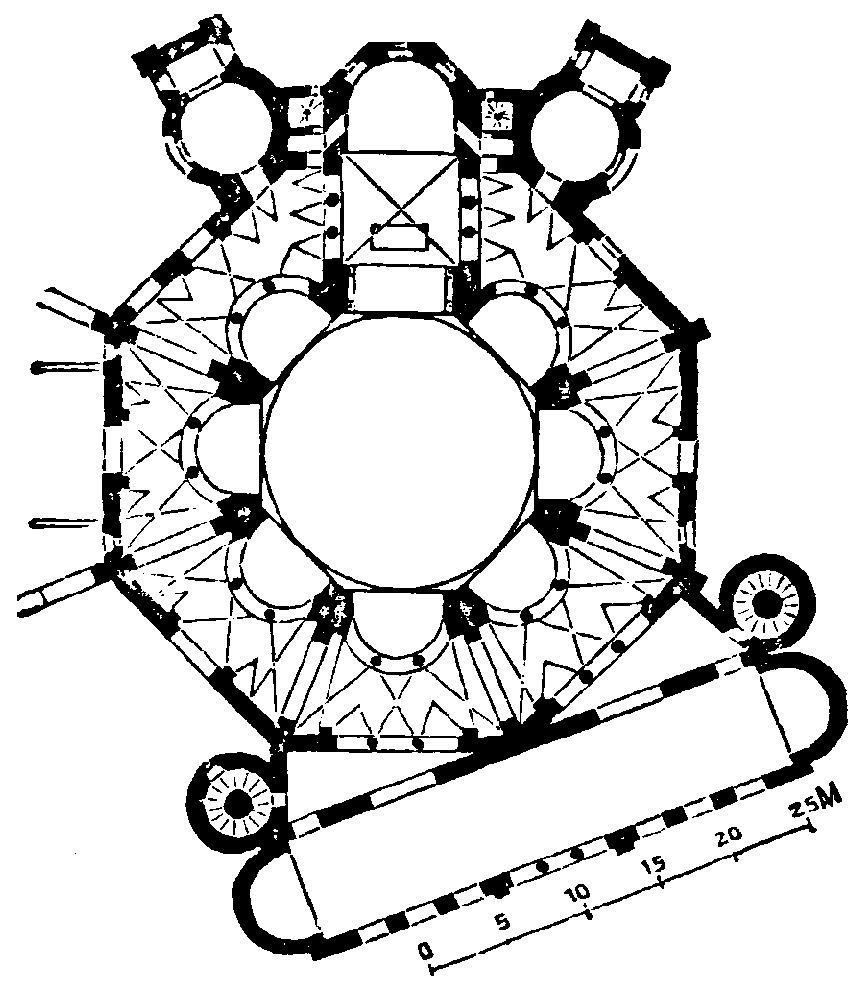
Der Grundriss der Kirche San Vitale in Ravenna, fertiggestellt 548, könnte auf der Vorlage der Domus Aurea basieren

Der Bau der Kirche begann 327 während der Regentschaft Konstantins des Großen und wurde unter Constantius II. fertiggestellt. Die Kirche wurde am 6. Januar 341 im Beisein des Constans und des Constantius II. sowie einer Versammlung von 97 Bischöfen geweiht. Sie wurde auf einer Insel zwischen den beiden großen Armen des Orontes errichtet, auf der sich auch der Kaiserpalast befand. Es ist bislang nicht gelungen, die exakte Position der Kirche zu bestimmen.
Die einzige bekannte (mögliche) Darstellung der Domus Aurea ist das Megalopsychia-Jagdmosaik (auch „Yakto-Mosaik“) aus der zweiten Hälfte des 5. Jahrhunderts, gefunden in einer antiken Vorstadt Antiochias, Daphne (Yakto). Ein Teilstück am Rande des Mosaiks der Jagdszene zeigt Gebäude aus Antiochia, inklusive eines, das als der Kaiserpalast und die Domus Aurea gedeutet wird. Obwohl auf dem Mosaik ein Teil eines oktogonalen Gebäudes zu sehen ist, bleibt unklar, ob dies die Große Kirche darstellt und ob die Abbildung mit anderen Gebäuden ihre Verortung auf der Flussinsel zulässt. In Ermangelung eindeutiger bildlicher Darstellungen muss man sich auf literarische Beschreibungen des Gebäudes verlassen. Eusebius beschreibt in seinem Leben des Konstantin die Domus Aurea als von oktogonalem Grundriss und mit vielen sie umgebenden Kammern. Das kuppelförmige Dach, bestehend aus Holz, war von großer Höhe und innen vergoldet. Der Fußboden bestand aus poliertem Marmor und jeder Teil des Gebäudes war überreich mit Messing, Gold und Edelsteinen verkleidet. Es wird angenommen, dass die Kirche in ihrem Grundriss der Basilika von San Vitale in Ravenna ähnelt, die 540 errichtet wurde.

## Schließung durch Kaiser Julian
Kaiser Julian zog 362 in Antiochia ein, kurz nachdem er nach dem Tode Constantius’ II. auch Herrscher über den Ostteil des Römischen Reiches geworden war. Er war der letzte nicht-christliche Kaiser des Römischen Reiches. Julian wählte Antiochia als seine Operationsbasis, teilweise um seinen geplanten Feldzug gegen die Perser koordinieren zu können und teilweise um im östlichen Römischen Reich das Wiedererstarken des Hellenismus zu fördern. Er ließ den Leichnam des Heiligen Babylas aus dem Martyrion in der Nähe des Apollon-Tempels in Daphne entfernen, weil er argwöhnte, die Leiche habe das Orakel des Apollon verstummen lassen. Als der Tempel wenig später niederbrannte, war Julian erzürnt und verdächtigte die Christen. Er ließ die Große Kirche schließen.

## Erdbeben und Feuer
Das Erdbeben im Mai 526 beschädigte die Große Kirche schwer, sie blieb aber stehen. Doch ein Feuer, das sieben Tage lang nach dem Erdbeben im Inneren der Kirche brannte, brachte sie zum Einsturz. Die Kirche wurde von Ephraim, dem comes Orientis, wiederaufgebaut, was zu seiner Ernennung zum Patriarchen von Antiochia im Jahr 528 entscheidend beitrug. Am 29. November 528 traf ein weiteres Erdbeben die Stadt und die Große Kirche wurde abermals zerstört. Nochmals wurde sie von Ephraim wiederhergestellt und 537/538 geweiht, nur um 540 von einem Feuer ein drittes Mal zerstört zu werden, als Antiochia von angreifenden Persern unter Chosrau I. angesteckt wurde. Ein letztes Mal wurde sie von Kaiser Justinian I. neu aufgebaut, wurde aber durch Erdbeben 551, 557 und 577 beschädigt, was zu einer Verschiebung der Kuppel Richtung Norden führte.

## Zerstörung
Die letztmalige Zerstörung der Kirche war am 31. Oktober 588 (oder möglicherweise 587), als Antiochia abermals von einem schweren Erdbeben heimgesucht wurde. Es wird berichtet, dass, obwohl die eigentliche Kirche zerstört war, die Kuppel auf den Ruinen in aufrechter Position zum Stehen kam. Nach diesem Erdbeben wurde offenbar kein Versuch mehr unternommen, die Kirche wiederaufzubauen. Die Gegend rund um den Dom scheint um diese Zeit nicht mehr besiedelt gewesen zu sein, da Antiochia seine Hauptstadtfunktion im Oströmischen Reich eingebüßt hatte und die Flussinsel nicht mehr von den Wällen umschlossen war.